# Vidochov
Vidochov (deutsch Widach) ist eine Gemeinde in Tschechien. Sie liegt 13 Kilometer südlich von Vrchlabí und gehört zum Okres Jičín.

## Geographie

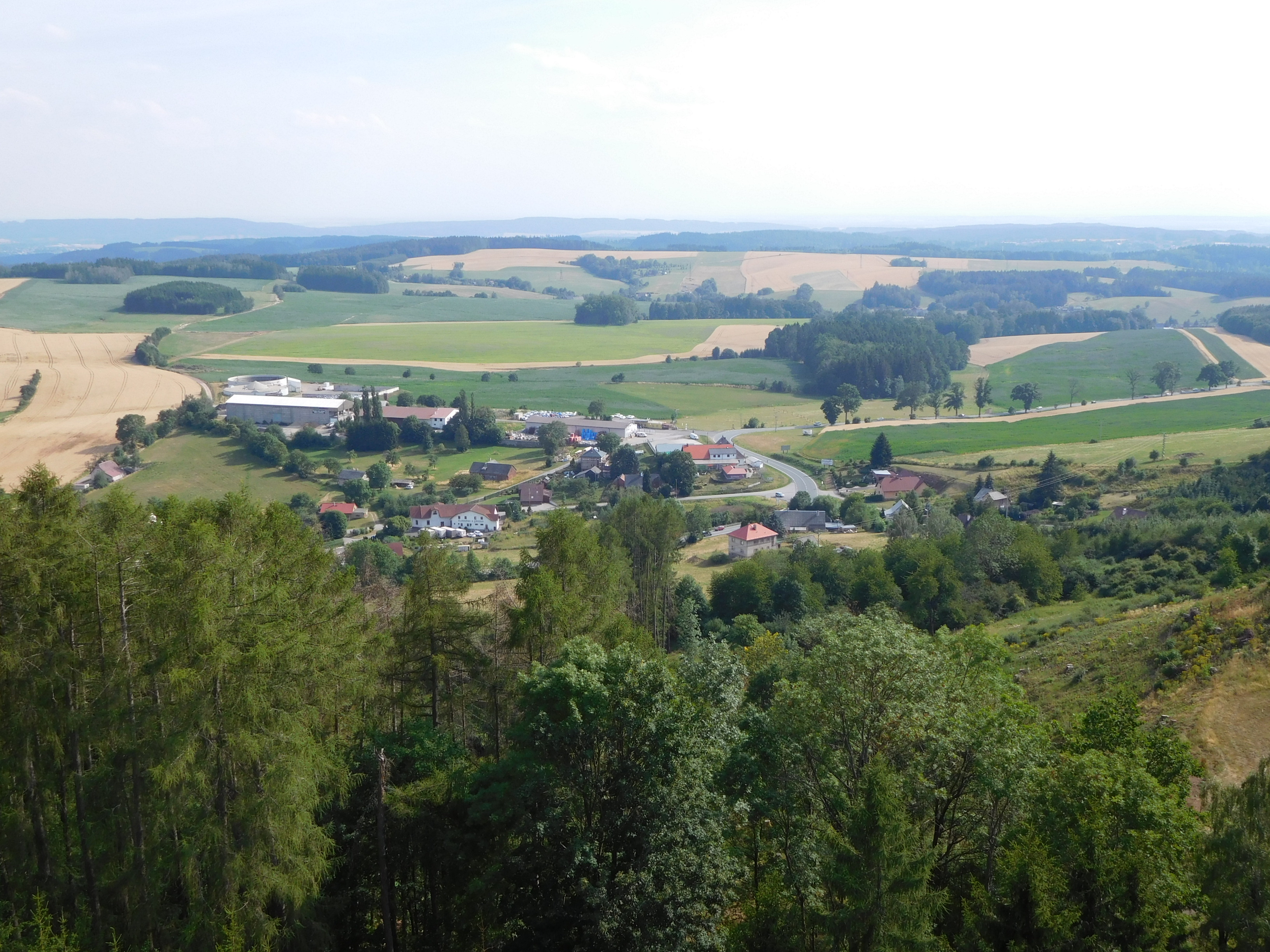
Vidochov

Vidochov erstreckt sich westlich des Königreichwaldes im Riesengebirgsvorland entlang des Baches Vidochovský potok. Nordwestlich erhebt sich der Berg Kozinec (607 m), im Nordosten die Čistecká hůra (586 m) und im Südosten der Supí vrch (494 m) und der Jerusalém (520 m). Durch den Ort führt die Staatsstraße 16 von Jičín nach Trutnov. Nördlich verläuft die Eisenbahn zwischen Stará Paka und Jaroměř, an der sich bei Nedaříž die Bahnstation Horka u Staré Paky befindet.
Nachbarorte sind Nedaříž und Horka u Staré Paky im Norden, Čistá u Horek im Nordosten, Borovnice im Osten, Stupná, Pecka und Bělá u Pecky im Südosten, Radkyně, Přibyslav und Štikov im Süden, Vrchovina im Südwesten, Podlevín im Westen sowie Levínská Olešnice im Nordwesten.

## Geschichte
Die erste urkundliche Erwähnung des zur Burg Pecka gehörigen Dorfes Widiechowie erfolgte im Jahre 1386 als Besitz des Jan von Pecka. Der Ortsteil Stupná ist bereits seit 1260 nachweisbar und gehörte seit 1382 zu den Peckaer Gütern. Im Tal der Zlatnice (Goldbach) bei Stupná wurde im Mittelalter Gold- und Silberbergbau betrieben. 1417 wurde Jarek von Železnice und Pecka Besitzer des Dorfes. Während der Hussitenkriege konnte der Katholik bis 1432 in seiner Herrschaft die katholische Konfession aufrechterhalten.
Zu den weiteren Besitzern des Ortes gehörten ab 1475 die Horšický von Horšice und von 1603 bis 1621 Christoph Harant von Polschitz und Weseritz. Nach dessen Hinrichtung erhielt Albrecht von Waldstein die Güter und schenkte sie dem von ihm gestifteten Kartäuserkloster Karthaus. Der Orden begann nach dem Ende des Dreißigjährigen Krieges mit der Wiederbesiedlung des wüsten Dorfes durch deutsche Siedler. 1795 eröffnete eine deutschsprachige Schule.
Nach der Aufhebung der Patrimonialherrschaften bildete Vidochov ab 1850 eine Gemeinde im Bezirk Jičín und ab 1900 im Bezirk Nová Paka. 1869 hatte Widach 1449 Einwohner. 1879 erfolgte die Weihe der Kirche durch Bischof Josef Jan Hais. Im Jahre 1900 lebten in dem Dorf 1279 Menschen, 1930 waren es nur noch 554. 1921 entstand auch eine tschechische Schule im Dorf, diese wurde 1938 geschlossen. Nach dem Münchner Abkommen wurde der Bezirk Nová Paka aufgeteilt. Widach gehörte zu den Dörfern mit deutschsprachiger Mehrheit und wurde dem Deutschen Reich angeschlossen. Zwischen 1939 und 1945 war der Ort dem Landkreis Hohenelbe zugeordnet. Nach dem Ende des Zweiten Weltkrieges kam Vidochov zum Okres Nová Paka zurück. 1950 hatte das Dorf 575 Einwohner. Im Zuge der Gebietsreform wurde zum Beginn des Jahres 1961 der Okres Nová Paka aufgelöst und Vidochov in den Okres Jičín eingegliedert. Die Eingemeindung von Stupná erfolgte 1964.

## Gemeindegliederung
Die Gemeinde Vidochov besteht aus den Ortsteilen Stupná (Stupna) und Vidochov (Widach).

## Sehenswürdigkeiten
- Kirche des Hl. Schutzengels, erbaut 1877–1879 anstelle einer abgebrannten Holzkapelle aus dem Jahre 1726
- Statue des Hl. Wenzel, an der Kirche, errichtet 1888
- Wallfahrtskirche St. Maria Magdalena, oberhalb Stupná, der von einem Friedhof umgebene Barockbau entstand zwischen 1717 und 1719
- Kapelle Na Mýtě im Quellgrund der Zlatnice, östlich des Ortes